# Біблійні пророцтва
Біблі́йні проро́цтва — передбачення майбутнього в Біблії. В Святому письмі є багато пророцтв, що стосувались окремих людей, міст, царств та Всесвіту загалом, а також до пророцтв відносять Об'явлення Івана Богослова, що передбачає в інакомовній формі майбутнє людей та Всесвіту.

## Здійснені пророцтва

### Вавилонський полон
Юдейський цар Єзекія, що правив в VIII столітті до н. е. приймав у себе в гостях вавилонського царя Меродаха-Баладана, який перед цим прислав Єзекії дружнього листа та дарунка, коли почув, що той одужав після хвороби. Єзекія показав гостям все, що тільки мав. Після того, як вони пішли пророк Ісая запитав у царя про мету візиту цих людей і запитав, що вони бачили. На що Єзекія відповів, що делегати вавилонського царя бачили все, що тільки у нього є. Тоді Ісая напророчив від Господнього імені: 
|  | Ось приходять дні, і все, що в домі твоєму, і що зібрали батьки твої аж до цього дня, буде винесене аж до Вавилону... А синів твоїх, що вийдуть із тебе, яких ти породиш, заберуть, — і вони будуть євнухами в палатах вавилонського царя! (Іс. 39:6-7) |

Царь Єзекія зрадів, що це трапиться «не за його днів». Через сто років коли державою світового значення став Вавилон, а Юдея прийшла в занепад пророк на ім'я Єремія став пророкувати теж саме, що й Ісая: 
|  | ось пошлю я й позбираю всі північні роди - говорить Господь, - пошлю до Навуходоносора, царя вавилонського, Мого раба, і наведу їх на край цей, і на мешканців його та на всіх цих народів навколо, і вчиню їх закляттям, і оберну їх на страхіття, і на посміховище, і на вічні руїни. (Єр. 25:9) |

Через чотири роки після пророцтва Єремії вавилоняни насильно захопили Юдею Ще через три роки частина юдеїв захоплена в полон і доправлена у Вавилон, разом із скарбами із єрусалимського храму. Через вісім років після повстання в Юдеї Навуходоносор напав на країну та зруйнував столицю і храм. Всі скарби та самі євреї попали до Вавилонського полону.
Археолог В. Ф. Олбрайт каже: «Під час розкопок і дослідження верхніх шарів ґрунту в Юдеї було доведено, що міста Юдеї не тільки були повністю знищені під час двох халдеїв, але віками — а то й ніколи — не заселялись знову»

### Занепад Тіру

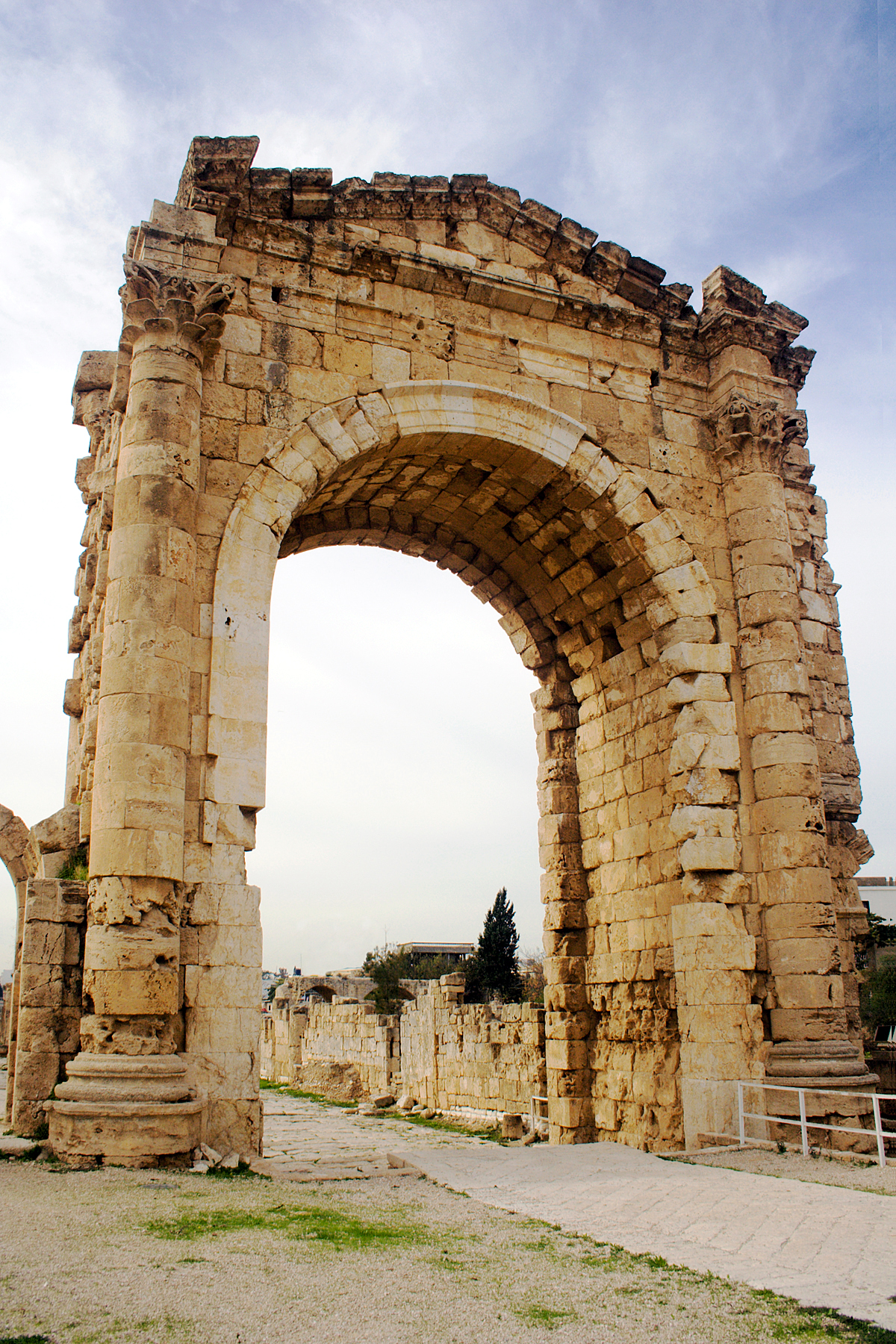
Руїни Тіру

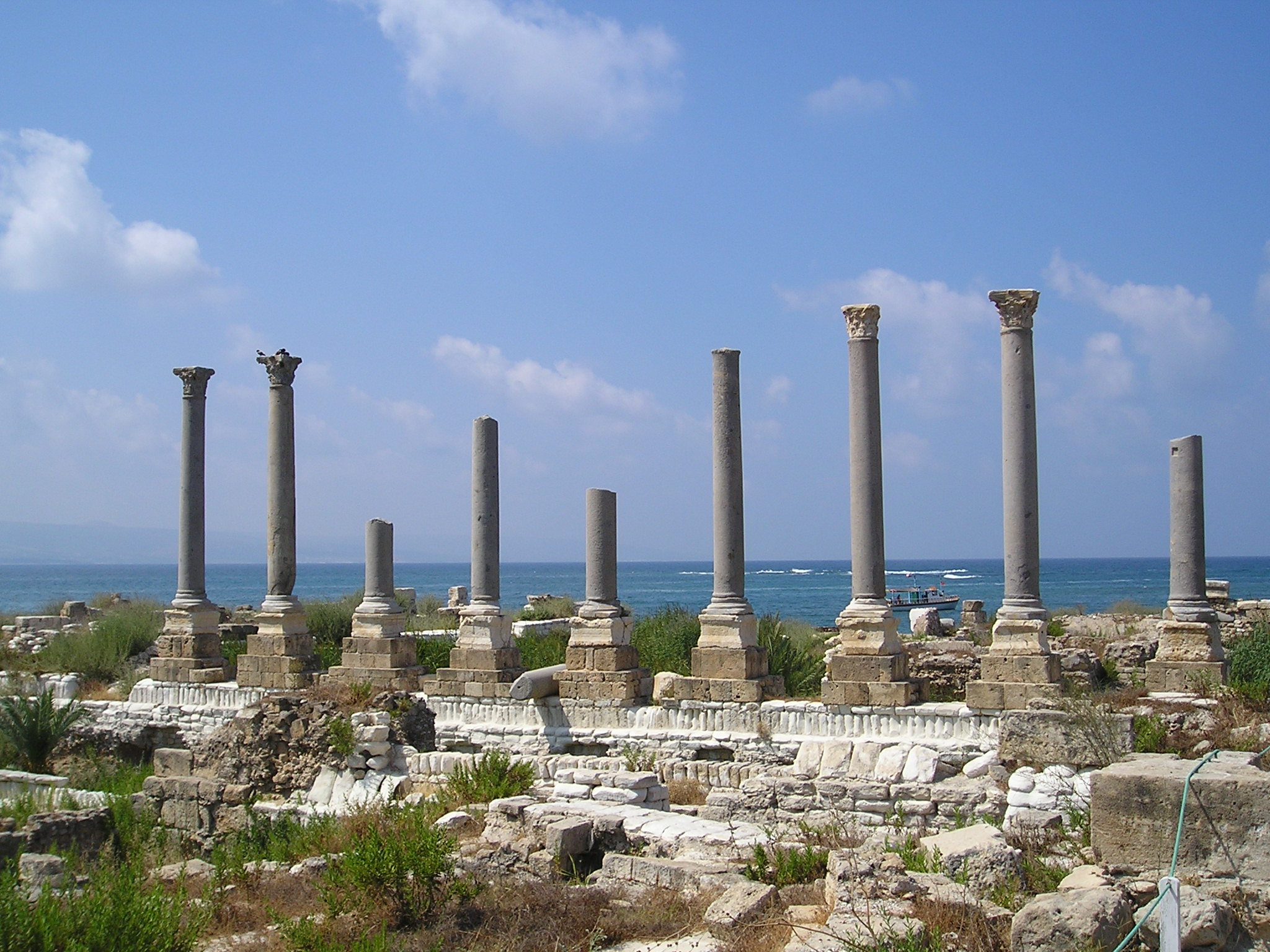
Руїни Тіру

Пророк Єзекиїл пророкував у кінці VIII — на початку VI століть до н. е., тобто в роки перед зруйнуванням Єрусалиму і після його зруйнування. сусідньої країни-міста — Тіру. Єзекиїл писав: 
|  | ...тому так говорить Господь Бог: Ось Я на тебе, Тире, і підійму на тебе багато народів, як море підіймає свої хвилі...І понищать вони мури Тиру, і повалять башти його, і вимету з нього порох його, і оберну його на голу скелю...а каміння твоє, і дерева твої, і навіть твій порох вони поскидають у воду... |

Через декілька років Тір був завойований вавилонським царем Навуходоносором. Частину міста, що знаходилась на острові у 800 метрах від берега Навуходоносор тримав в осаді 13 років, доки не захопив і її. В 332 році до н. е. на Тір напав Александр Македонський. Завдяки розташуванню міста на острові завойовник тривалий час не міг захопити його. Але в «Американській енциклопедії» написано, як саме він вирішив цю проблему: «В 332 році він [Александр Македонський] використовував руїни материкової частини місця, яку зруйнував, і побудував величезну дамбу, що поєднувала острів з материком».
В цьому факти вбачають сповнення пророцтва Єзекіїля «а каміння твоє, і дерева твої, і навіть твій порох вони поскидають у воду».
Але сповнилось пророцтво лише для тих, хто хоче бачити в цьому сповнення пророцтва, адже все таки місто Тир (інша назва Сур) і далі існує.

### Занепад Вавилону
У VIII до н. е. Ісая пророкував завоювання Юдеї Вавилоном, але крім цього він передбачив і зруйнування самого Вавилону.
|  | Оце Я збуджу на них мідян, що срібла не лічать, а золото не чують бажання до нього, і будуть вбивати юнаків їхні луки, і над плодом утроби вони милосердя не матимуть, їхнє око над дітьми не матиме милости... І стане тоді Вавилон, краса царств, пишнота халдейської гордости, таким, як Бог зруйнував був Содом та Гоморру! Не буде назавжди заселений він, нізамешкалий з роду в рід, і араб там не стане наметом, і там пастухи не спочинуть з своєю отарою... (Іс. 13:17-20) |

. Пророк Єремія також передбачив падіння Вавилону він вказував, що в місті буде посуха У боротьбі проти Вавилону в 539 році виступив цар Персії Кір в супроводженні мідійського війська. Вавилон був оточений міцними стінами, а через місто протікала велика річка Євфрат. Але Кір зміг лишити місто без води, як стверджує Геродот: «Перський цар відвів річку з допомогою каналу в озеро, яке, власне, було болотом і таким чином старе русло зробилось прохідним. Після того, як вода в ріці спала настільки, що доходила людям приблизно до коліна, перси по старому руслу увійшли до Вавилону».. А в 478 році до н. е. перський цар Ксеркс зруйнував місто. В кінці IV ст. до н. е. Александр Македонський планував відбувати місто, але помер так і не здійснивши задумане. В І ст н. е. в місті майже не залишилось жителів.

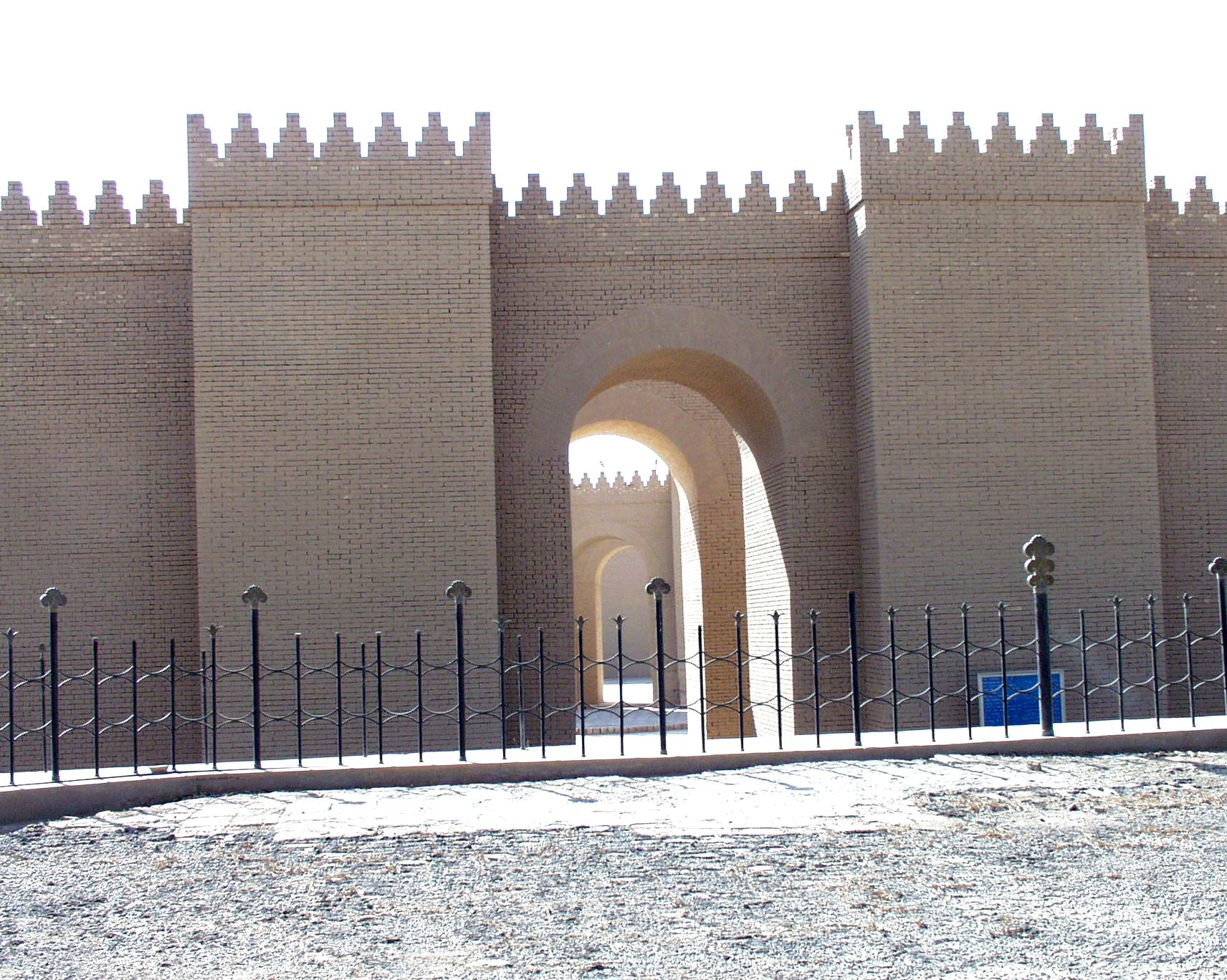
Мури Вавилону

У пророчій книзі Даниїла, що жив VI столітті до н. е., містяться пророцтва про загибель Валтасара, вавилонського правителя, якого убили в 539 році до н. е. при падінні Вавилона. Біблійні критики стверджували навіть, що ця книга була написана значно пізніше, в II ст. до н. е., саме тому в ній і є такі подробиці. Небіблійні згадки про падіння Ввалону є в працях Геродота (V ст. до н. е.), Ксенофонта (V–IV ст. до н. е.) і Бероса (ІІІ ст. до н. е.). Ніхто з них не знав про Валтасара. Отже, можна зробити висновок, що ця книга була написана незалежно від якихось історичних літературних джерел.

## Сучасні пророцтва

### Пророцтва Ісуса Христа про «останні дні»
Незадовго до своєї смерті Ісус Христос зробив пророцтво про зруйнування Єрусалимського Храму Мт. 24:1-2. Це пророцтво здійснилось в 70 році н. е. Далі він передбачив деякі сучасні події: 
|  | Ви ж про війни почуєте, і про воєнні чутки, глядіть, не лякайтесь, бо статись належить тому. Але це не кінець ще. Бо повстане народ на народ, і царство на царство, і голод, мори та землетруси настануть місцями. (Мт. 24:6-7) |

Багато релігійних течій і релігійних діячів говорять про те, що ці пророцтва здійснюються в наш час. В UN Chronicle заявлялось, що в 1987 році на Землі проводилось більше воєн, ніж в будь-який інший рік в історії людства. В одному звіті перераховуються 60 випадків сильного голоду з початку XX століття в Греції, Нідерландах, СРСР, Нігерії, Чаді, Чилі, Перу, Бангладеш, Бенгалії та Японії Щодо «морів» то відповідно до видання World Health 500 мільйонів людей хворіють на малярію. Близько 200 мільйонів хворі на шистосоматоз. Майже 20 мільйонів мають хворобу Шагаса. 126 мільйонів людей сліпнуть кожен рік. Кожен рік через гострі шлунково-кишкові захворювання гинуть мільйони дітей і дорослих. Кожен рік росте кількість ВІЧ/СНІД-інфікованих людей. В виданні Earthquakes XX століття назване століттям землетрусів через їх кількість та частоту виникнення.

### Пророцтво про друге пришестя
В Євангелії від Матвія Ісус говорив про своє друге пришестя: 
|  | Істинно кажу вам: не перейде цей рід, аж усе оце буде (Мт. 24:27-34) |

.
Згідно з грецьким лексикону Стронга, слово, перекладене в Синодальній Біблії як «рід», має значення:
1. Рід, нащадок, сімейство, нащадок, походження.
2. Покоління.

Також в Євангелії від Матвія Ісус обіцяє апостолам: 
|  | Поправді кажу вам: не встигнете обійти міст Ізраїлевих, як прийде Син Людський. (Мт. 10:23) |

.

Є думка, ніби це означає, що друге пришестя мало статися за життя сучасників Ісуса Христа, як виявилось ця думка була хибною. Іван Золотоустий, що жив в IV століттяі, намагаючись «реабілітувати» пророцтво, стверджує, що тут мається на увазі 
|  | покоління шукають Господа «Пс. 23:6" |

: «Тут Він говорить не про покоління, що тоді жило, але про вірних… виражає і тут, кажучи, що все це неодмінно збудеться, а рід вірних існуватиме і не перерветься ні від одного з вищезазначених лих».